# Sabine Haudepin
Sabine Haudepin (født 19. oktober 1955) er en fransk skuespillerinde.
Hun startede sin karriere i barneårene og har især medvirket i Francois Truffauts film.

## Filmografi
- Jules og Jim af Francois Truffaut (1960) med Jeanne Moreau
- Silkehud af Francois Truffaut (1962)
- den sidste metro af Francois Truffaut (1980) med Catherine Deneuve, Gerard Depardieu)
- Vipere au poing af Philippe de Broca (2004) med Catherine Frot